# Петровка (притока Сарапулки)
Петро́вка (рос. Петровка) — річка в Сарапульському районі Удмуртії, Росія, ліва притока Сарапулки.
Річка починається на північний захід від присілка Петровка. Протікає на південний схід. Лівий берег місцями заліснений. Впадає до Сарапулки в присілку Антипино. В присілку Отуніха збудовано став.
Річка приймає декілька дрібних приток:
- ліві — Горіха, Борин Лог

На річці розташовані присілки Сарапульського району Петровка, Отуніха та Антипіно.